# Euphylidorea aperta
Euphylidorea aperta är en tvåvingeart som först beskrevs av George Henry Verrall 1887.  Euphylidorea aperta ingår i släktet Euphylidorea och familjen småharkrankar. Inga underarter finns listade i Catalogue of Life.